# Милен Велчев
Милен Емилов Велчев е български политик от Национално движение „Симеон Втори“ (НДСВ), министър на финансите в правителството на Симеон Сакскобургготски от 2001 до 2005. Милен Велчев е женен за Симона Велчева, с която има един син.

## Образование и бизнес кариера
Роден е на 24 март 1966 в София. През 1988 завършва международни отношения във ВИИ „Карл Маркс“. През 1993 получава магистърска степен по бизнес управление в Рочестърския университет в Рочестър, САЩ, а през 1995 — по финансов инженеринг в Масачузетския технологичен институт в Кеймбридж, САЩ. През 1994 е летен сътрудник по корпоративни финанси в Chemical Bank в Ню Йорк. От 1995 до 2001 работи в Merrill Lynch Co. в Лондон, за последно като вицепрезидент по развиващите се пазари. Владее английски, руски и френски език.
В данъчната си декларация от 2007 г. имуществото на Милен Велчев и съпругата му Симона Велчева възлиза на 2 424 733 лв. без задълженията. След приспадането на заем от 60 000 лв. то възлиза на 2 364 733 лв.

## Политическа кариера
От 24 юли 2001 до 16 август 2005 е министър на финансите в правителството на Симеон Сакскобургготски, както и Гуверньор за България в Световната банка и Европейската банка за възстановяване и развитие. Кандидат за кмет на София през 2005 г. В XL народно събрание е депутат и заместник-председател на Комисията по бюджет и финанси.
През 2002 – 2003 година под натиск на Милен Велчев и заместника му Красимир Катев се извършва трансформация на външния дълг на България от долари в евро. В резултат на замяната на брейди облигации с глобални облигации е реализирана загуба в размер на около 1 млрд. лв.
През април 2003 избухва т.нар. „Яхтен скандал“, при който в медиите са публикувани снимки на Велчев и други политици със считания за контрабандист Иван Тодоров – Доктора. Велчев твърди, че по това време не е знаел кой е Доктора.
Почетен доктор на Университета за световно и национално стопанство в София (2004).